# Coracina polioptera
El oruguero de Indochina (Coracina polioptera) es una especie de ave paseriforme en la familia Campephagidae.

## Distribución y hábitat
Se lo encuentra en Camboya, Laos, Myanmar, Tailandia, y Vietnam.  Sus hábitats naturales son los bosques bajos húmedos subtropicales o tropicales y los bosques montanos húmedos subtropicales o tropicales.